# Delphinium latisepalum
Delphinium latisepalum är en ranunkelväxtart som beskrevs av William Botting Hemsley. Delphinium latisepalum ingår i släktet storriddarsporrar, och familjen ranunkelväxter. Inga underarter finns listade i Catalogue of Life.